# Buru torein
Buru torein (Blå Tog, japansk: ブルートレイン; burū torein) er betegnelsen for langdistance-sovevognstog i Japan, der har fået sit tilnavn på grund af togvognenes farve. Togene består af enten type 14, 20 eller 24 sovevogne, og betjener seks ruter, der forbinder større destinationer over store afstande i Japan. Fem Buru torein-ruter blev indstillet i 2008 og 2009. Japan Railways Group (JR) forventes ifølge avisen Asahi Shimbun også at udfase de øvrige sovevognstog med tiden.
Det første Buru torein var kendt som Asakaze. Det kørte første gang mellem Hakata-ku i det vestligste Japan og hovedstaden Tokyo i 1956; vogne med luftkonditionering kom til to år senere.